# Sciaphylax castanea
El hormiguero colicastaño norteño (en Colombia) u hormiguero de Zimmer (en Perú) (Sciaphylax castanea), es una especie de ave paseriforme, una de las dos pertenecientes al género Sciaphylax de la familia Thamnophilidae. Anteriormente formaba parte del amplio género Myrmeciza, de donde fue separada recientemente, en 2013. Es nativa del occidente de la región amazónica en América del Sur.

## Distribución y hábitat
Se distribuye desde el extremo sur de Colombia, por el este de Ecuador y norte de Perú. Ver detalles en Subespecies.
Esta especie es rara a poco común y local en el denso sotobosque de selvas húmedas de tierras bajas, hasta los 1300 m de altitud.

## Descripción
Mide entre 11 y 12 cm de longitud y pesa entre 16 y 17 g. Muy semejante a su congénere Sciaphylax hemimelaena y se diferencian mejor por sus vocalizaciones. La cola es corta. Presenta dimorfismo sexual. El macho tiene la cabeza y pescuezo de color gris obscuro y las partes superiores de color pardo rojizo, las cobertoras de las alas son negruzcas con puntas blancas o pardo amarillentas, la cola es castaño rufa; la garganta y pecho son negros con gris y pardo en los lados y flancos, en el medio vientre son blancos. La hembra es semejante al macho por arriba, pero más pálida; la garganta y pecho son de color castaño a anaranjado rufo, el vientre es blanco teñido de pardo amarillento.

## Estado de conservación
El hormiguero colicastaño occidental ha sido calificado como «preocupación menor» por la Unión Internacional para la Conservación de la Naturaleza (IUCN), a pesar de la sospecha de que su población, todavía no cuantificada pero presumidamente grande, esté en decadencia. Con base en modelos de deforestación de la Amazonia, se presume que esta especie pierda 3,3% de su hábitat conveniente a lo largo de tres generaciones (14 años). Dada su susceptibilidad a la fragmentación de su hábitat, se presume que la población también decaiga, pero menos de 25% a lo largo de las tres generaciones.

## Comportamiento
Se comporta igual a S. hemimelaena, pero parece ser más tímida y más difícil de ver. Forrajean en el suelo y en los substratos bajos a menos de 1 m del suelo, revolviendo pilas de hojas muertas. Mueven la cola de lado a lado y agitan las alas. Raramente se juntan a bandadas mixtas de alimentación y suelen seguir regueros de hormigas guerreras.

### Alimentación
Se conoce muy poco sobre sus hábitos. Su dieta consiste de insectos y otros artrópodos.

### Vocalización
El canto es diferenciado, una serie ascendiente de notas claras, de timbre alto, por ejemplo, «tiii-tii-ti?» o «tiii-tii-ti-ti-titi?».

## Sistemática

### Descripción original
La especie S. castanea fue descrita por primera vez por el ornitólogo estadounidense John Todd Zimmer en 1932 bajo el nombre científico de subespecie Myrmeciza hemimelaena castanea; localidad tipo «Río Negro, 2600 pies [cerca de 790 m], San Martín, Perú.»

### Etimología
El nombre genérico femenino «Sciaphylax» proviene de las palabras griegas skia: sombra y phylax:guardián, significando «guardián de las sombras», reflejando el hábitat preferencial y el comportamiento de cantante; y el nombre de la especie «castanea», del latín «castaneus»: «de color castaño».

### Taxonomía
La presente especie era considerada conespecífica con Sciaphylax hemimelaena, y era tratada como la subespecie Myrmeciza hemimelaena castanea, pero fue elevada al rango de especie con base en los estudios de vocalización y morfológicos de Isler et al. 2002, que constataron que en realidad se trataban de dos especies crípticas que coexistían en algunas regiones, como en el piedemonte de San Martín. La elevación a especie fue aprobada en la Propuesta N° 16 al Comité de Clasificación de Sudamérica (SACC).
Hasta recientemente (2013), la presente especie estaba incluida en el amplio género Myrmeciza. La historia del este género se caracteriza por décadas de controversias e incertezas. Autores más recientes expresaron dudas consistentes en relación con la monofilia del grupo, pero no había ninguna revisión disponible que realmente probase la monofilia del grupo.
El estudio de Isler et al. 2013 presentó resultados de filogenia molecular de un denso conjunto de taxones de la familia Thamnophilidae (218 de 224 especies). Estos datos suministraron un fuerte soporte a la tesis de que Myrmeciza no era monofilético. También se compararon las características morfológicas, comportamentales y ecológicas de las especies de Myrmeciza con sus parientes próximos dentro de cada tribu, con el objetivo de determinar los límites genéricos.
Como resultado de estos análisis, la entonces especie Myrmeciza castanea, junto a Myrmeciza hemimelaena, fueron separadas en un nuevo género descrito Sciaphylax, incluido en un clado junto a las especies del género Cercomacroides, dentro de una tribu Pithyni. En la Propuesta N° 628 al (SACC), se aprobó este cambio, junto a todos los otros envolviendo el género Myrmeciza. Los cambios taxonómicos fueron adoptados por la mayoría de las clasificaciones.

### Subespecies
Según las clasificaciones Clements Checklist v.2017, y del Congreso Ornitológico Internacional (IOC), se reconocen dos subespecies, con su correspondiente distribución geográfica:
- Sciaphylax castanea centunculorum (Isler, ML, Álvarez A., Isler, PR, Valqui, Begazo & Whitney, 2012) – extremo sur de Colombia (Putumayo), este de Ecuador (Napo, Pastaza) y noreste de Perú (Loreto).
- Sciaphylax castanea castanea (J.T. Zimmer, 1932) – sureste de Ecuador (Zamora-Chinchipe) y norte de Perú (San Martín).

La subespecie centunculorum fue recientemente descrita en el mismo trabajo de Isler et al. (2012).